# هشام اليعقوبي
هشام اليعقوبي (و. 1964 – م) هو ممثل من تونس . ولد في تونس .

## روابط خارجية
- هشام اليعقوبي على موقع IMDb (الإنجليزية)
- هشام اليعقوبي على موقع قاعدة بيانات الأفلام العربية
- هشام اليعقوبي على موقع ألو سيني (الفرنسية)
- هشام اليعقوبي على موقع أول موفي (الإنجليزية)
- هشام اليعقوبي على موقع قاعدة بيانات الأفلام السويدية (السويدية)
- هشام اليعقوبي على موقع قاعدة بيانات الفيلم (الإنجليزية)
- هشام اليعقوبي على موقع كينوبويسك (الروسية)